# Seger giv, du segerrike
Seger giv, du segerrike är en ursprungligen tysk psalm med fyra verser diktade 1697 av Gottfried Arnold. Texten översattes till svenska 1936 av Nils Ahnlund.
Melodin komponerad 1674 av Gustaf Düben den äldre som komponerad flera verk som används till flera psalmer i 1986 års psalmbok. Denna psalmkomposition används till nr 43 Jesus är min vän den bäste, 53 Livets Ande, kom från ovan, 58 Hjärtan, enigt sammanslutna och denna med nr 568, samt också till aftonpsalmen nr 503 Så har nu denna dag och förekommer också i tidigare utgåvor med andra psalmer och i frikyrkliga psalmböcker.
Den svenska texten har upphovsrättsligt skydd till 2027.

## Publicerad som
- Nr 347 i 1937 års psalmbok under rubriken "Trons vaksamhet och kamp".
- Nr 326 i Sånger och psalmer 1951 under rubriken "Troslivet. Kristen bekännelse och kamp."
- Nr 568 i Den svenska psalmboken 1986 under rubriken "Vaksamhet - kamp - prövning".